# 杨克武
杨克武（1915年—2001年），原名杨瑞祯，男，安徽金寨人，中华人民共和国军事人物，中国人民解放军少将，曾任湖北省军区副司令员。